# メタルギアソリッド モバイル
『メタルギアソリッド モバイル』（METAL GEAR SOLID MOBILE、略称: MGSM）は、コナミデジタルエンタテインメント（以下コナミ）から発売された携帯電話用ゲームソフト。以前から、MSX版のメタルギアなどの携帯移植版はあったが、本作は初のメタルギアシリーズの携帯版として発表された。当初はau（EZweb）版で配信されていたが、同年6月にはdocomo（i-mode）版、2009年2月6日にはソフトバンクモバイル（Yahoo!ケータイ）版が配信された。

## 概要
2007年7月24日、METALGEAR 20th ANNIVERSARY PARTY にて制作を公式発表。
後年の『メタルギアソリッド タッチ』や『メタルギア ソリッド ソーシャル・オプス』と違ってストーリーは本作独自のものになっており、シャドー・モセス事件（『メタルギアソリッド』）からマンハッタン沖タンカー沈没事件（『メタルギアソリッド2』）の間のエピソードが描かれる。
本作の体験版が、auから発売中のW53S（ソニー・エリクソン・モバイルコミュニケーションズ製）とソフトバンクモバイルの932SH(シャープ製)にプリインストールされている。W53Sについては、その特徴のひとつである「Style-Upパネル」を利用し、発売中の100色のパネルに加えメタルギアオリジナルバージョンを「auショッピングモール」内「mobile forest」にて発売していた。
上記のオリジナルバージョンのパネルは、7月24日に開催された「METAL GEAR 20th ANNIVERSARY PARTY」にて、シリーズの監督を務める小島秀夫本人の手掛けたサンプルバージョン4種類が公開された。

## ゲーム内容
本編シリーズと同様、主人公ソリッド・スネークを操作して敵に見つからないように任務を遂行する。ゲームシステムは『メタルギアソリッド2』をベースとしており、主観撃ちや張り付き、台のぼり、ロッカーに隠れるなどのアクションも健在。装備に関しても、シリーズでおなじみのレーション、M9なども登場する。
『メタルギアソリッド3』のようにスーツの色を変えて敵の目を欺く「カモフラージュシステム」が導入されており、ゲーム画面左上の｢CAMOゲージ｣が長いほど見つかりづらくなる。ゲーム内で彩色する以外に、機種によっては携帯電話のカメラで撮影した画像の情報をスネークの迷彩に反映できるなど、携帯アプリゲームであることを利用したギミックも用意されている。2008年2月現在、auのW51、W52、W53シリーズに対応するが、内W51SA、W52SA、W53SA、AQUOSケータイ W51SH、W52SHはカメラ操作には非対応。ソフトバンクモバイル版は2009年2月現在932SHのみの対応となる。また、主観モードの操作や、無線の周波数合わせ、C4やニキータミサイル使用時などで携帯電話のカメラを利用可能なシステムもある。
セーブは本編シリーズと異なるオートセーブ形式であり、エリアを移動すると自動で記録される。複数スロットへのセーブは不可で、新規ゲームを開始すると既存のセーブデータも消去される。

## ストーリー
シャドー・モセス事件以降、リボルバー・オセロットが持ち出したメタルギアREXの技術情報が世界中に流出する。反メタルギア財団「フィランソロピー」を組織したオタコンとスネークはこれらの根絶のために活動していた。
ある日、オタコンの元に「新メタルギア設計に関わる技術者」を名乗るリード博士から連絡が入る。「この施設や新型メタルギアに関わる情報を提供する代わりに、私がこの施設から逃げ出すのを協力してほしい」という。その一方、新たな潜入を開始したスネークに謎の人物が無線で忠告する。「目で見えるものだけで判断するな。何を信ずるかは自ら考え慎重に行動しろ」と。
オタコンのサポートを受けつつ施設を進むスネークだが、リード博士はどこか怪しい雰囲気が漂う。それでも施設を奥に進み、警備システムをダウンさせたスネークだったが、その直後、謎の集団が施設を襲撃する。実はリード博士は仮想人格プログラムであり、メタルギア強奪を目論むテロリストがスネークを利用するべく仕掛けた囮だった。テロリストは施設の人員を虐殺しながらメタルギアを目指し、スネークは利用された落とし前を付けるためにも、関与を避けようとするオタコンの静止を振り払って彼らの阻止に向かう。
施設奥の格納庫には新たに完成されたメタルギアREXが存在した。スネークは運び出しを阻止するべく格納庫を目指すが、徐々に周囲の、そして無線の様子がおかしくなる。実は一連の出来事は全て仮想空間のシミュレーションであり、スネークは何者かによって仮想空間に囚われていたのだ。アクセスしてきた本物のオタコンの支援を受け、スネークは仮想空間を脱出するべく奥に進み、REXの格納庫にてテロリストのコマンダーと対峙する。オタコンはシミュレーションを破壊するコンピュータウイルスを送り込み、仮想世界が徐々に崩壊していく中でスネークはコマンダーを倒してシミュレーションに勝利した。同時にシミュレーションは破損し、全てのデータが消去される。
スネークは今回の一件の記憶を消されて解放される。データ収集の目論見を挫かれた黒幕は新たな実験台を求めるが既に候補は挙がっていた。その名は「ジャック」。

## 登場キャラクター
ソリッド・スネーク
本作の主人公。元FOXHOUND隊員。オタコンに科学者リード博士の救出と、研究施設への潜入調査の依頼を受けてやってきた。今回はカモフラージュシステムを搭載したスーツを着込んで登場（ただしゲーム開始時点では潜入時のトラブルにより故障している）。
終盤に明らかになるが、本作開始前に何者かに捕えられて薬を投与され、シミュレーション上の仮想空間に放り込まれていた。つまり今回の潜入調査依頼は全て架空の設定である。しかし仮想空間で死ねば、現実のスネークも死ぬため彼にとってはこの戦いは現実も同然である。
オタコン（ハル・エメリッヒ）
シャドー・モセス事件以来のスネークの相棒。リード博士とスネークの依頼の橋渡しとなった。ただし素性が不透明なリード博士に疑いを持っている。そのため完全に信用しているわけではない。
実は途中までスネークと話していたオタコンはシミュレーションで再現された偽物である。後に介入してきた本物のオタコンによって通信から閉め出され、以降は登場しない。
リード博士（ヴィクトリア・リード）
メタルギアプロジェクトの人工知能の専門家。女性。自分の開発した技術が兵器に転用されるのを恐れ、メタルギアの情報を提供することと引き換えにオタコンに助けを要求する。しかしあまりに自身の所業に対する苦悩ぶりが完璧であることから、オタコンに「演じているような気がする」と評される。また、彼女のデータはどの研究機関にも存在しないという。
その実態は「悩みを抱えた女性」を装うことで男性隊員と信頼関係を築き、誘惑する目的で作られたコンピューター・プログラム。イニシャルは「VR」であり、正体を示すと同時にこの事件が仮想体験である事実を暗示している。
コマンダー
メタルギア強奪を狙って研究施設を襲撃するテロリストのリーダー。リード博士を利用してスネークを誘き出し、施設の警備システムの無力化へと仕向けた。
彼もまたシミュレーション上の存在であり、実在しない。最終決戦ではメタルギアREXの上に乗り、バルカン・レイブンのような機関砲を手に戦いを挑んでくる。
周波数111.11
無線を通じてスネークに謎掛けのような言葉を送る人物。その正体はシミュレーションからスネークを救うべくアクセスしてきた本物のオタコン。